# Frazer Irving
 (octobre 2008).
Si vous disposez d'ouvrages ou d'articles de référence ou si vous connaissez des sites web de qualité traitant du thème abordé ici, merci de compléter l'article en donnant les références utiles à sa vérifiabilité et en les liant à la section « Notes et références ».
Frazer Irving, né Frazer Alex Irving à Ilford dans le Grand Londres en 1970, est un dessinateur britannique de comics depuis 2000, qui a travaillé pour les éditeurs Marvel Comics, DC Comics, WildStorm et Dark Horse Comics.

## Biographie
Initialement connu pour ses travaux dans le magazine de science-fiction 2000 AD, notamment Necronauts, il a depuis œuvré sur des séries majeures telles que Iron Man ou Batman and Robin.
Il travaille en 2008 sur Gutsville pour Image.